# 5. december
5. december er dag 339 i året i den gregorianske kalender (dag 340 i skudår). Der er 26 dage tilbage af året.
Dagens navn er Sabina.

### Begivenheder
Født - Dødsfald
- 1848 - Den amerikanske præsident James K. Polk bekræfter over for Kongressen, at der er fundet store mængder guld i Californien. Dette bliver signalet til den californiske guldfeber.
- 1920 - Efter  en folkeafstemning vender Konstantin 1. tilbage til Grækenland efter landflygtighed.
- 1926 - Sergei Eisensteins film Panserkrydseren Potemkin har premiere.
- 1931 - Frelseren Kristus-Katedralen i Moskva blev ødelagt ved kendelse af Josef Stalin.
- 1933 - Spiritusforbuddet i USA ophævet. Det blev indført i 1920.
- 1953 - Danmark sætter varmerekord i december med 14,5 °C målt i Nordby på Fanø
- 1955 - Martin Luther King står i spidsen for Busboykotten i Montgomery, der gik ud på, at sorte i Montgomery i Alabama nægtede at benytte byens busser på grund af kravet om, at sorte passagerer ikke måtte benytte sæder forbeholdt hvide.
- 1974 - Den sidste episode af Monty Pythons Flyvende Cirkus udsendes på BBC.
- 1995 - Frankrig beslutter at lade sin hær genindtræde i NATO's militærsamarbejde.
- 1996 - Madeleine Albright udnævnes til amerikansk udenrigsminister.
- 1997 - Første etape af DGI-byen indvies af Prins Henrik.
- 2001 - Ivar Hansen (V) genvælges til folketingets formand uden modkandidat og afstemning.
- 2018 - USA's tidligere præsident George H.W. Bush begraves.

### Født
- 1665 - Ivar Huitfeldt, norsk-dansk søhelt (død 1710).
- 1782 - Martin van Buren, amerikansk præsident (død 1862).
- 1797 - Steen Andersen Bille, dansk viceadmiral og minister (død 1883).
- 1803 - Fjodor Tjuttsjev, russisk digter (død 1873).
- 1839 - George Armstrong Custer, amerikansk general (død 1876).
- 1844 - Johannes Steenstrup, dansk historiker (død 1935).
- 1852 - Thomas Laub, dansk komponist og organist (død 1927).
- 1866 - Wassily Kandinsky, russisk maler (død 1944).
- 1867 - Józef Piłsudski, polsk præsident og diktator (død 1935).
- 1890 - Fritz Lang, tysk filminstruktør (død 1976).
- 1901 - Werner Heisenberg, tysk fysiker og modtager af Nobelprisen i fysik (død 1976).
- 1901   - Walt Disney, amerikansk tegnefilmsproducent (død 1966).
- 1903 - Johannes Heesters, hollandsk-østrigsk skuespiller, sanger og entertainer (død 2011).
- 1906 - Otto Preminger, østrigsk skuespiller, filminstruktør og -producer (død 1986).
- 1916 - Hilary Koprowski, amerikansk immunologist (død 2013).
- 1917 - Wenche Foss, norsk skuespillerinde (død 2011).
- 1927 - Bhumibol Adulyadej, Thailands niende konge (død 2016).
- 1932 - Little Richard, amerikansk rock'n'rollmusiker (død 2020).
- 1934 - Joan Didion, amerikansk forfatter (død 2021).
- 1935 - Kaj Ikast, dansk politiker og tidligere minister (død 2020).
- 1938 - J.J. Cale, amerikansk musiker og sangskriver (død 2013).
- 1939 - Hanne Willumsen, dansk programmedarbejder og dukkefører.
- 1939   - Bent Warburg, dansk skuespiller (død 2023).
- 1944 - Jeroen Krabbé, hollandsk skuespiller.
- 1946 - Karin-Lis Svarre, dansk journalist og konsulent (død 2009).
- 1946   - José Carreras, spansk operasanger.
- 1948 - Bo Damgaard, dansk programchef.
- 1956 - Krystian Zimerman, polsk pianist.
- 1962 - René la Cour Sell, tidl. direktør for Rådet for Større Færdselssikkerhed.
- 1972 - Susanne Juhasz, dansk skuespillerinde.
- 1972   - Anders Morgenthaler, dansk tegner, forfatter, filminstruktør og tv-vært.
- 1975 - Ronnie O'Sullivan, engelsk snookerspiller.
- 1976 - Amy Acker,  amerikansk skuespillerinde.

### Dødsfald
- 1560 - Frans 2., fransk konge (født 1544).
- 1663 - Severo Bonini, Italiensk komponist (født 1582).
- 1791 - Wolfgang Amadeus Mozart, østrigsk komponist (født 1756).
- 1870 - Alexandre Dumas, den ældre, fransk forfatter (født 1802).
- 1907 - Wenzel Ulrik Tornøe, dansk maler (født 1844).
- 1909 - Francisco Tárrega, spansk guitarist (født 1852).
- 1925 - Władysław Reymont, polsk forfatter (født 1867).
- 1926 - Claude Monet, fransk maler (født 1840).
- 1928 - Andreas Clemmensen, dansk arkitekt (født 1852).
- 1947 - Frits Clausen, dansk politiker (født 1893).
- 1962 - Alsing Andersen, dansk politiker og minister (født 1893).
- 1963 - Karl Amadeus Hartmann, tysk komponist (født 1905).
- 1966 - William Falck, dansk direktør (født 1894).
- 1992 - Tove Ólafsson, dansk billedhugger (født 1909).
- 2003 - Frovin Sieg, dansk møntsamler (født 1924).
- 2006 - David Bronstein, russisk skakstormester (født 1924).
- 2012 - Dave Brubeck, amerikansk musiker og komponist (født 1920).
- 2013 - Nelson Mandela, sydafrikansk præsident (født 1918).
- 2016 - Mogens Camre, dansk politiker (født 1936).
- 2023 - Denny Laine, engelsk rockmusiker (født 1944).

|  | Denne datoartikel kan blive bedre, hvis der indsættes et (bedre) billede Du kan hjælpe ved at afsøge Wikimedia Commons for et passende billede eller uploade et godt billede til Wikimedia Commons iht. de tilladte licenser og indsætte det i artiklen. |